# Похід Птолемея X на Кіпр
Похід Птолемея X на Кіпр – завершальна військова кампанія в історії боротьби синів Птолемея VIII за єгипетський престол, котра сталась у 87 р. до н.е.

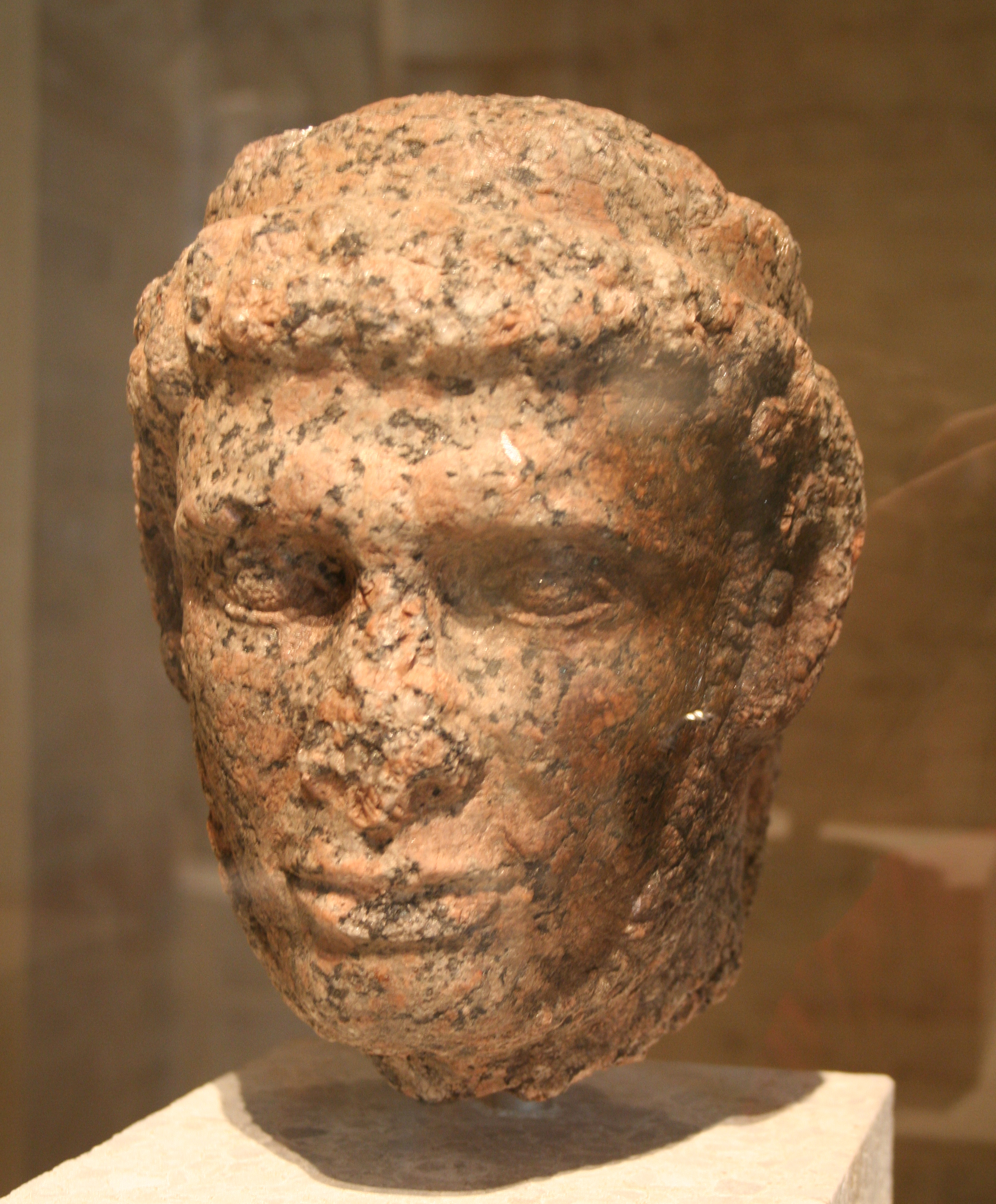
Птолемей X Александр

Після смерті Птолемея VIII у 116 р. до н.е. царем став його старший син Птолемей IX Лафір. Його брат Птолемей X Александр зі 114 р. до н.е. був царем на Кіпрі (котрий на той час вже майже два століття відносився до володінь династії Птолемеїв). У 107 р. до н.е. внаслідок загострення конфлікту зі своєю матір’ю Клеопатрою III Птолемей Лафір був усунутий з престолу, а його місце зайняв Птолемей Александр. Після певної боротьби тепер вже Лафір затвердився на Кіпрі, де правив майже два десятиліття (у 103 – 102 рр. до н.е. він здійснив похід до Палестини та Єгипту, розраховуючи повернути собі александрійський престол, проте зазнав невдачі). Нарешті, у 88 р. до н.е. внаслідок заворушень у армії Птолемей X Александр був скинутий, а його місце зайняв Птолемей Лафур.
Птолемей Александр почав збирати військо для відвоювання престолу, проте програв морську битву Тірру (якийсь із родичів царської династії). Тоді він вирішив завоювати хоча б Кіпр, як це зробив колись його брат після вигнання. Птолемей X облаштувався зі своєї сім’єю на південному узбережжі Малої Азії у лікійському місті Міра. 

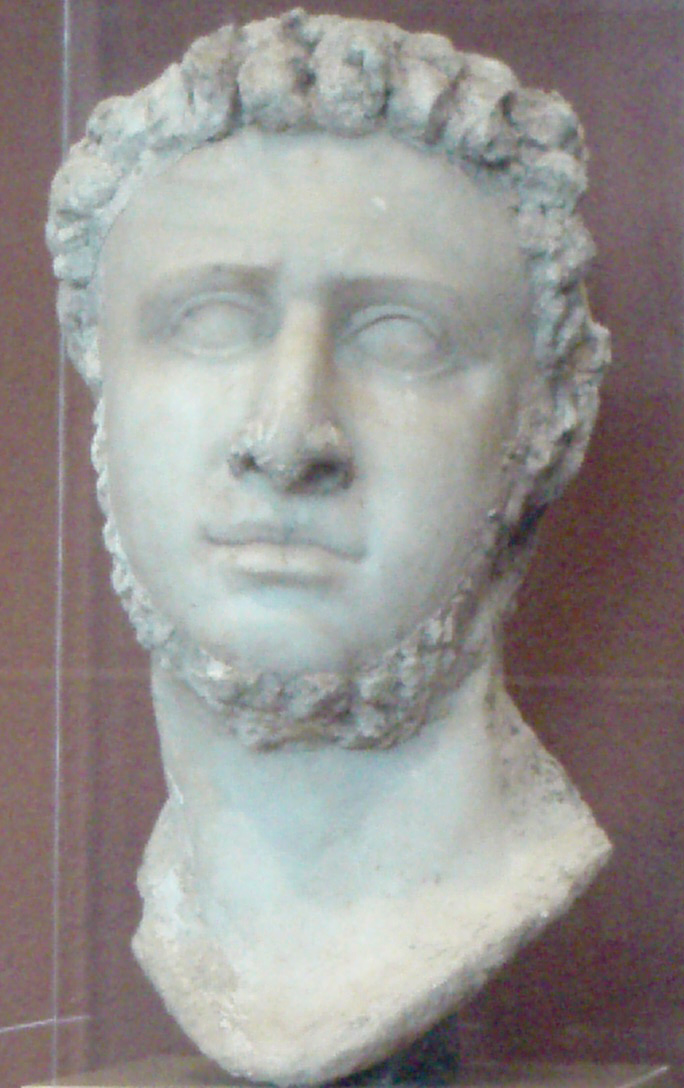
Птолемей IX Лафур

На той час в регіоні вже бушувала Перша Мітрідатова війна, проте Лікія виявилась однією з небагатьох областей, котра залишилась на стороні римлян (як зазначає Аппіан, після невдалої облоги Родосу сам Мітрідат VI полишив південь півострова, довіривши своєму полководцю Пелопіду продовжувати боротьбу з лікійцями). Птолемей Александр звернувся до римлян по допомогу, в обмін на що обіцяв заповісти царство та все майно Риму (можливо відзначити, що подібним чином римляни у 96 р. до н.е. стали власниками Киренаїки, котру їм полишив Птолемей Апіон – зведений брат Птолемея X). Щонайменше, про наявність такого заповіту говорить в одній зі своїх промов Цицерон, котрий, втім, посилається на свідчення когось іншого, хто начебто бачив цей документ.
У підсумку, в 87 р. до н.е. Птолемей Александр зібрав якесь військо та вирушив на Кіпр, де був переможений навархом Хересом (Chaereas) і загинув.
На цей раз римляни не стали анексовувати Єгипет, хоча й відправили послів до фнікійського Тіра з вимогою видати їм майно Птолемея X.